# Massuria bellula
Massuria bellula là một loài nhện trong họ Thomisidae.
Loài này thuộc chi Massuria. Massuria bellula được Yajun Xu, Han & S. Q. Li miêu tả năm 2008.